# Reserva índia Fort Hall

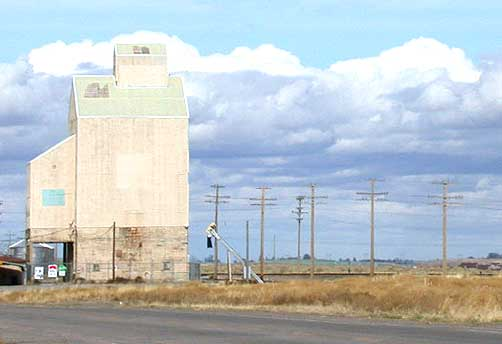
Elevador de grans a la reserva Fort Hall

La reserva índia Fort Hall és una reserva índia de la tribu reconeguda federalment xoixon-bannock que es troba a l'estat d'Idaho. Està situada al sud-est d'Idaho, al nord de la planura del riu Snake i a l'oest de Pocatello, i comprèn 2,110.51 km² de terra repartida en quatre comtats: Bingham, Power, Bannock i Caribou. Fundada en 1868, va rebre el nom de Fort Hall, un establiment comercial europeu que fou una parada important en el camí cap a les rutes d'Oregon i Califòrnia a mitjans del segle xix.
En la reserva un monument marca l'antic emplaçament del doer. La comunitat de Fort Hall, al llarg de la Interestatal 15, és el major centre de població a la reserva. La població total de la reserva era 5.762 segons el cens de 2000. Hi ha més de 5.300 membres inscrits en les tribus xoixon-bannock i més de la meitat resideix a la Reserva de Fort Hall. Les tribus es regeixen per un consell electe de set membres i mantenen els seus propis serveis governamentals, incloent la policia, els tribunals, els serveis socials i de salut, i l'educació.

## Història
La reserva fou establerta pel tractat de Fort Bridger de 1868 entre els Estats Units i les tribus xoixon i bannock després de la Massacre del Riu Bear (1863).
A la dècada de 1850 els xoixon, dirigits pel cap Pocatello, havien atacat partides d'emigrants en part perquè la creixent onada de colons envaïa els seus territoris de cacera. Els mormons, dirigits per Brigham Young van dur a terme posteriorment una política de conciliació amb el xoixoni. L'arribada de l'Exèrcit dels EUA al territori de Utah en 1858 va provocar un conflicte a gran escala entre els EUA i els xoixon. El coronel Patrick Edward Connor va matar més de 400 xoixon a l'actual sud d'Idaho. La massacre va ser la culminació d'una llarga lluita entre el xoixon i bannock contra els colons dels Estats Units, que va incloure nombrosos atacs per part dels dos bàndols. Connor va conduir a les seves tropes de Fort Douglas (Utah) el gener de 1863 amb l'objectiu de "castigar" els xoixon.
Advertit de l'avanç de Connor, Pocatello va treure al seu poble del perill. Un altre cap i la seva banda van ser atacats. Pocatello posteriorment va demanar la pau i va acordar traslladar la seva gent a la reserva recentment establerta al llarg del riu Snake. Quatre bandes xoixon i la banda bannock dels paiute es va traslladar a una reserva d'1.800.000 acres (7.300 km²) El govern dels EUA va acordar subministrar els xoixoni-bannock anualment béns i subministraments per un valor de 5.000 dòlars.

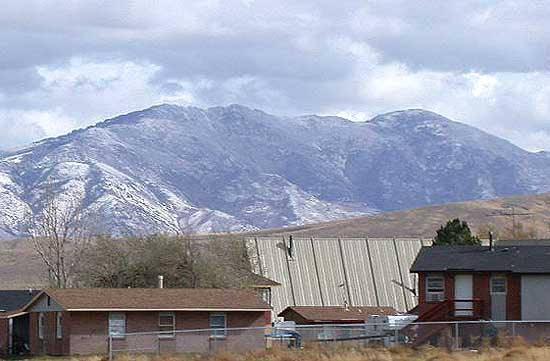
Cases de la vila de Fort Hall

La reserva, situada a la planura del riu Snake, no era el lloc adequat per al model d'agricultura de subsistència que el govern volia que adoptessin els xoixoni-bannock. A més, el govern dels EUA sovint va fallar a lliurar a temps els béns d'equip, i el subministrament d'aliments a vegades arribava en mal estat. En els anys següents a la seva recol·locació, els xoixon-bannock es va veure seriosament afectats per la fam i les malalties. Amb l'esperança d'alleujar el sofriment del seu poble, Pocatello va portar un petit grup a una granja-missió al territori de Utah per rebre el baptisme i la conversió al mormonisme.
Entre 1868 i 1932 el territori de la reserva es va reduir en dues terceres parts a causa de la invasió de colons no indígenes i de les accions governamentals per a prendre terres. Per exemple, en el marc de la Llei Dawes de 1887, el govern va assignar parcel·les individuals de terra a les famílies tribals registrades. Va declarar que la resta de la terra era "excedent" a les necessitats de xoixon-Bannock, i la va vendre en gran part als colons europeu-americans.
En 1934 el Congrés dels EUA va aprovar la Llei de Reorganització Índia, creada en part per posar fi al procés d'adjudicació, que encoratjà les tribus a restablir l'autonomia i mantenir les seves bases en terra. El 1936 les tribus reorganitzades van redactar una constitució i establir el seu propi govern elegit. Se les han arreglat per conservar la major part de les seves terres. Avui en dia, les tribus donen feina a gairebé un miler d'indígenes i no indígenes en diversos oficis: 575 en el govern tribal, 85 per les empreses i més de 300 pel joc, amb una nòmina total de més de 32 milions de dòlars. El govern tribal fonamenta l'economia de les tribus i vetlla per la protecció i millora del medi de la reserva per a les generacions futures.
Els principals cultius són el blat i la patata; el valor dels cultius produïts a la reserva és superior a 75 milions de dòlars a l'any. A la reserva hi ha la Sala Casino The Fort, i dos casinos satèl·lits més petits, tots dirigits per les tribus xoixon-bannock.

## Comunitats
- Arbon Valley
- Fort Hall
- Pocatello (part)
- Fort Dallele